# Ernest-Omer Gingras
Pour les articles homonymes, voir Gingras.
Ernest-Omer Gingras (18 février 1887 - 11 septembre 1983) fut un marchand et homme politique fédéral et municipal du Québec.

## Biographie
Né à Saint-Camille dans la région de l'Estrie, il entame sa carrière politique en devenant maire de la municipalité de Marbleton, aujourd'hui Dudswell, pendant une vingtaine d'années. Élu député du Parti libéral du Canada dans la circonscription fédérale de Richmond—Wolfe en 1949. Réélu en 1953 et en 1957, il est défait par le progressiste-conservateur V. Florent Dubois en 1958.